# Lake Mohawk
Lake Mohawk és una concentració de població designada pel cens dels Estats Units a l'estat de Nova Jersey. Segons el cens del 2000 tenia 9.755 habitants.

## Demografia
Segons el cens del 2000, Lake Mohawk tenia 9.755 habitants, 3.692 habitatges, i 2.787 famílies. La densitat de població era de 753,3 habitants/km².
Dels 3.692 habitatges en un 38,2% hi vivien nens de menys de 18 anys, en un 66,9% hi vivien parelles casades, en un 6,8% dones solteres, i en un 24,5% no eren unitats familiars. En el 20,8% dels habitatges hi vivien persones soles el 10,1% de les quals corresponia a persones de 65 anys o més que vivien soles. El nombre mitjà de persones vivint en cada habitatge era de 2,64 i el nombre mitjà de persones que vivien en cada família era de 3,09.
Per edats la població es repartia de la següent manera: un 27,7% tenia menys de 18 anys, un 4,1% entre 18 i 24, un 30,3% entre 25 i 44, un 27,2% de 45 a 60 i un 10,8% 65 anys o més.
L'edat mediana era de 39 anys. Per cada 100 dones de 18 o més anys hi havia 91,1 homes.
La renda mediana per habitatge era de 81.699 $ i la renda mediana per família de 95.621 $. Els homes tenien una renda mediana de 72.279 $ mentre que les dones 40.417 $. La renda per capita de la població era de 35.637 $. Aproximadament el 0,8% de les famílies i l'1,7% de la població estaven per davall del llindar de pobresa.

## Poblacions més properes
El següent diagrama mostra les poblacions més properes.